# Cordyla neglecta
Cordyla neglecta är en tvåvingeart som beskrevs av Oskar Augustus Johannsen 1912. Cordyla neglecta ingår i släktet Cordyla och familjen svampmyggor.
Artens utbredningsområde är British Columbia. Inga underarter finns listade i Catalogue of Life.